# Euhexacentrus
Euhexacentrus is een geslacht van rechtvleugeligen uit de familie sabelsprinkhanen (Tettigoniidae). De wetenschappelijke naam van dit geslacht is voor het eerst geldig gepubliceerd in 1922 door Hebard.

## Soorten
Het geslacht Euhexacentrus  is monotypisch en omvat slechts de volgende soort:
- Euhexacentrus annulicornis (Stål, 1877)